# Werner von Tettingen

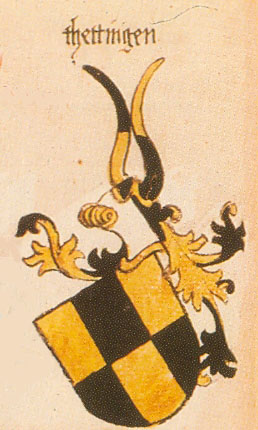
Wappen der Familie von Tettingen

Werner von Tettingen, auch Tettlingen geschrieben (* um 1350; † 1413 in Thorn), war ein Ritter und Großgebietiger des Deutschen Ordens.

## Herkunft
Werner entstammte einer alten Adelsfamilie aus dem Hegau mit Sitz u. a. in Dettingen. Vermutlich war er der Sohn von Burkard von Tettingen und dessen Frau Fidanne, Tochter des Ritters Gottfried Mueller von Zürich. Fidanne war nach dem Tod ihres Gatten Priorin des Klosters Oetenbach.

## Werdegang im Deutschen Orden
Über die frühen Jahre und seinen Aufstieg im Deutschen Orden ist nichts bekannt. In den Jahren 1384 bis 1387 war Werner v. T. Komtur von Balga sowie von 1387 bis 1390 Oberster Trappier des Ordens. Werner v. T. bekleidete in der Zeit von 1390 bis 1392 das Amt des Komturs von Christburg und in der Folge bis 1404 das Amt des Ordensmarschalls sowie 1407 nach dem Tode des Hochmeisters Konrad von Jungingen das wichtige Amt eines Statthalter des Hochmeisters. Nach seiner krankheitsbedingten Demission als Marschall wurde er Komtur von Elbing und gleichzeitig Großspittler des Deutschen Ordens. In seiner Eigenschaft als Statthalter des Hochmeisters favorisierte Tettingen den Bruder des verstorbenen Konrad von Jungingen, Ulrich, für die Ausübung dieses Amtes.
In der Schlacht bei Tannenberg im Jahre 1410 befehligte der betagte Werner von Tettingen die Aufgebote der Komturei und der Stadt Elbing. Als einzigem Großgebietiger des Ordens gelang ihm die Flucht vom Schlachtfeld bei Tannenberg. Aufgrund seines hohen Alters nicht mehr für das vakante Hochmeisteramt zur Verfügung stehend, schlug er den energischen Verteidiger der Marienburg, Heinrich von Plauen, bisher Komtur von Schwetz, für das Amt des Hochmeisters vor.
Nach dessen Wahl zum Hochmeister beteiligte sich Werner von Tettingen im Auftrag Heinrichs von Plauen an verschiedenen diplomatischen Verhandlungen mit dem Königreich Polen, in deren Verlauf er im Sommer 1413 in Thorn verstarb.

### Zeitgenössische Chroniken
- Johannes Longinus (Jan Długosz): Banderia Prutenorum[5]
- Jan Długosz: Annales seu Cronicae incliti Regni Poloniae (Chronik Polens, um 1445–1480).